# Ан-сюр-Нье
Ан-сюр-Нье (фр. Han-sur-Nied) — коммуна на северо-востоке Франции в регионе Гранд-Эст (бывший Эльзас — Шампань — Арденны — Лотарингия), департамент Мозель, округ Форбак — Буле-Мозель, кантон Фолькемон.

## Географическое положение
Ан-сюр-Нье расположен в 24 км к северо-востоку от Меца. Соседние коммуны: Аденкур на севере, Мани ма востоке, Сент-Эвр на юге, Флокур на юго-западе, Беши на западе, Ремийи на северо-западе.
Стоит на реке Нид.

## История
- Коммуна бывшей провинции трёх епископств.

## Демография
По переписи 2008 года в коммуне проживало 245 человек. 

## Достопримечательности
- Церковь Сен-Рюфе, 1865 год, в неоготическом стиле.